# Tabuina baiteta
Tabuina baiteta là một loài nhện trong họ Salticidae.
Loài này thuộc chi Tabuina. Tabuina baiteta được Maddison miêu tả năm 2009.